# تشستر هيل
تشستر هيل Chester Hill هي ضاحية تابعة لمنطقة الحكومة المحلية في مدينة Bankstown، وتقع على بعد 25 كيلومتراً غرب منطقة العمل المركزي في سيدني الواقعة في ولاية نيوساوث ويلز في أستراليا. وهذه المنطقة هي جزء من مقاطعة غرب سيدني الكبرى وتتقاسم مع منطقة Sefton نفس الرمز البريدي 2162.

## التاريخ
تشكّل اسم Chester Hill عن طريق قلب كلمة هيل تشستر الذي اعتقد البعض بأن هذا الاسم يعود إلى منطقة إنكليزية، ولكن لم يُثبت وجود منطقة في إنكلترا بهذا الاسم. كلمة 'تشستر' Chester هي إحدى التسميات الإنكليزية للكلمة اللاتينية Castra والتي تعني المعسكر المُحَصّن. ومنح المنطقة هذا الاسم السيدة H.A. McMillan التي أرادت بادئ الأمر أن تطلق عليها اسم Hillcrest، على اسم ملكية مجاورة لمنطقة ريجنت بارك. وتمّ اقتراح اسم Hill Chester بعد ذلك، ولكن لم تمنح الموافقة الرسمية لأي من الاسمين.

وكانت Chester Hill بالأساس، جزء من ملكية John Thomas Campbell المعروفة باسم Campbell Hill وتغطي مساحة قالب:ألف فدّان (أي 4 كم2) من الأرض والتي كانت تستخدم لزرع الخضروات والفاكهة قبل ان تُفتتح السكك الحديدية عام 1924 عندما تطورت المنطقة وأصبحت سكنية وصناعية بشكل خفيف. 

وشغل ت (القوات الجوية الأسترالية الملكية RAAF) قطعة كبيرة من الأرض التي تقع بين شارع Priam وشارع Hector منذ الستينات. واستخدمت هذه المنطقة لتأمين السكن والطعام للجنود العاملين في مستودعا الذخيرة والمعدات العسكرية الموجودة في (Regents Park) وأسطول المعدات الأرضية في (Villawood). وتمّ التخلص من هذه المواقع ومن ثم حصلت عليها مدرسة أنجيل الصليب الجنوبي ومدرسة السلامة (الإسلامية).

## المنطقة التجارية
ان مربع التسوق Chester Square في Chester Hill هو مركز تسوق حديث الإنشاء ويُموّن مناطق Chester Hill و Sefton و Birrong و Bass Hill . ويقع هذا السوق على شارع Waldron الأساسي. وبعض التسهيلات والمرافق الموجودة في المنطقة تتضمن فرع لمكتبة مدينة Bankstown ومخفر الإطفاء ومركز المجتمعي ونادي RSL الاجتماعي.

## النقل
تقع محطة القطار في Chester Hill على خط Bankstown التابع لشبكة قطارات سيدني.

## المدارس
توجد أربعة مدارس في Chester Hill وهي مدرسة Chester Hill الرسمية ومدرسة شمال Chester Hill الرسمية التي تستقبل التلاميذ من صفوف الحضانة إلى الصف السادس وثانوية Chester Hill التي تستقبل التلاميذ من الصف السابع إلى الصف الثاني عشر، بالإضافة إلى مدرسة السلامة (الإسلامية)التي أسست حديثاً عام 2012.

## المنتزهات وأماكن الترفيه
وتشمل المنتزهات الموجودة في المنطقة مجمع Terry Lamb Complex الذي يتضمن ملعب Frank Bamfield ومنتزه Abbott والذي يلعب على أرضه نادي الكريكت للشباب ونادي دوري الرجبي (Rugby) لصغار السن التابعان لمنطقة Chester Hill. أما أماكن الترفيه فتتضمن المركز المجتمعي ونادي البولنغ والحديقة العامة.

## الكنائس
الكنائس الموجودة في المنطقة تتضمن كنيسة القديس John Mark (الانجيلية) الأبرشية وكنيسة شارع Proctor التي حلّت مكان كنيسة القديس مارك في شارع Campbell Hill، بالإضافة إلى كنيسة القديس Columba المشيخية والكنيسة المعمدانية اللتين تقعان في (شارع Priam) والكنيسة اللوثرية الألمانية.

## السكان

### الخصائص السكانية
استناداً إلى احصاء السكان لعام 2011 ، بلغ عدد سكان المنطقة 11,752 شخص. وتبلغ نسبة سكان المنطقة الذين ولدوا في أستراليا %54.8، بينما %10.1 ولدوا في فيتنام و %6.5 في لبنان و %3.0 في الصين. أما نسبة سكان Chester Hill الناطقين بالإنكليزية فبلغت %39.1. اللغات المحكية الأخرى في المنازل هي العربية بنسبة %20 والفيتنامية بنسبة %11.9 والكانتونية بنسبة %5.5. وبلغ متوسط الدخل الأسري 935$ الذي كان أدنى من المتوسط الوطني والذي بلغ 1,234$.

### السكان البارزين
- كريستيان هايم– مؤلف وباحث طبي ترعرع في Chester Hill
- تيري لامب - لاعب دوري الرجبي Rugby السابق في فريق ال Bulldogs التابع لمنطقة Canterbury-Bankstown ولاعب في الفريق الأسترالي الوطني وهو مقيم بشكل دائم في المنطقة.
- Rebecca Rippon – لاعبة كرة الماء الأسترالية وحاصلة على الميدالية البرونزية في الألعاب الأوليمبية التي أقيمت في بكين عام 2008.
- الدكتور Michael Bialoguski- يعمل بدوام جزئي كوكيل ASIOوهو الذي دبّر عملية انفصال Vladimir Petrov عام 1954 الدبلوماسي الذي كان يمثل الاتحاد السوفياتي.
- Peter Außerwinkler- القس الألماني ذو التأثير من الكنيسة اللوثرية الألمانية. وعاش هذا القس في المنطقة لمدة سبعة سنين قبل أن ينتقل إلى ألمانيا.

## السياسة
تتبع منطقة Chester Hill لمدينة Bankstown، أما المنطقة الواقعة شمال خط الأنابيب، فهي تعتبر تابعة لمدينة Parramatta . وتنقسم المنطقة إلى ثلاث هيئات انتخابية والتي هي Bankstown و Fairfield و Auburn . أما على المستوى الفدرالي، تقع Chester Hill في الهيئة الانتخابية التابعة لمدينة Blaxland .